# Kozbunar
Kozbunar (macedónul: Козбунар) település Észak-Macedóniában, a Délkeleti körzetben, a Radovisi járásban.

## Népesség
| Lakosok száma | 401  | 436  | 236  | 118  | 52   | 36   | 23   | 17   | 3    |
|               | 1948 | 1953 | 1961 | 1971 | 1981 | 1991 | 1994 | 2002 | 2021 |

- 2002-ben 17 lakosa volt, akik mindannyian macedónok.